# Le Mercantour
Le Mercantour är en nationalpark som ligger i det franska departementet Alpes-de-Haute-Provence. Det bildades 1979 och är en av Frankrikes tio nationalparker. Le Mercantour är ett populärt besöksmål, med över 800 000 besökare per år i det 685 km2 stora området, som består av sju obebodda dalgångar.

## Flora
Mer än 2000 växtarter har hittats i området varav närmare 200 är sällsynta. Bland dessa kan nämnas edelweiss, krollilja, fjällglim, stenek och arter av bräcke-, taklöks- och gentianasläktet. Stenbräckearten Saxifraga florulenta har tidigare varit symbol för nationalparken.